# 海濱抖尾地雀
海濱抖尾地雀是灶鳥科下屬的一種鳥類，為智利岩岸的特有種。部分機構將分布於祕魯岩岸的逐浪抖尾地雀歸為海濱抖尾地雀的亞種，或將其列為獨立的物種，而兩種鳥類的分布區域並不重疊。

## 發現
海濱抖尾地雀最早由法國自然歷史學家阿爾西德·道比尼和弗雷德里克·德拉弗雷奈於1838年描述，其異名為「Uppucerthia nigro-fumosa」，而典型地點是「Cobija, "Bolivia"」（智利北部）。

## 外型

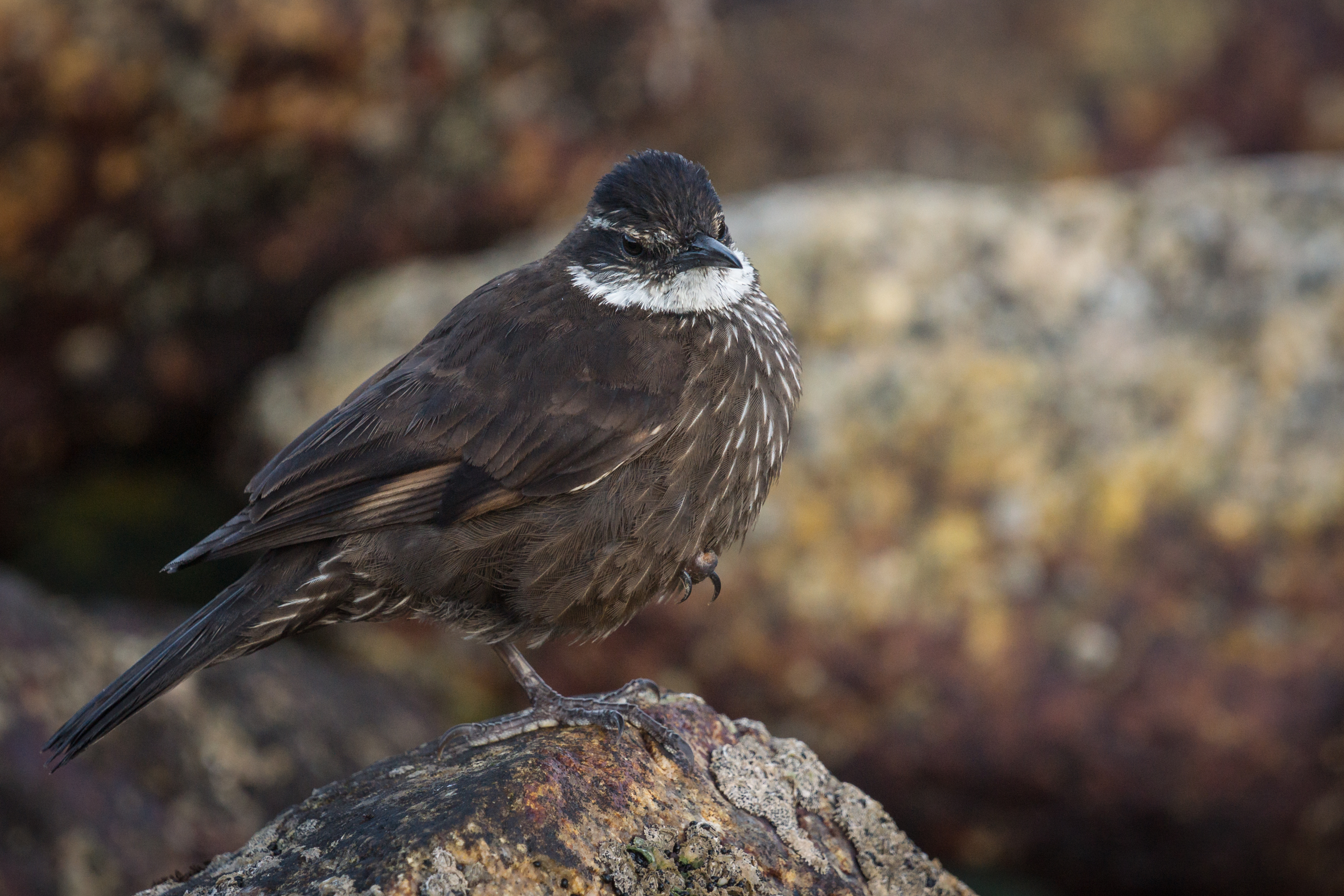
海濱抖尾地雀正面，可見其喉、頸部為白色，胸、腹部為棕色且具有細小的白條紋

海濱抖尾地雀最長可達21.5（8.5英寸），頭部主要為深褐色，尾羽外側有一條細長的白色條紋，且其尖端呈淺色，翅膀上具有紅褐色條紋，可在其飛行時看見。該鳥類的下巴、喉和頸部兩側為白色，胸、腹部為棕色並具有細小的白色條紋，其微彎的喙為炭灰色，腿則為深灰色。

## 分布
海濱抖尾地雀是智利的特有種鳥類，生活在具有潮濕石塊、礫石的岩石海岸，分布範圍約自阿里卡到瓦爾迪維亞之間。

## 習性
海濱抖尾地雀會在行走時搖動尾羽，並且常在石塊上發出響亮的顫音，同時揮舞翅膀。該鳥類會單獨或成對地覓食，其主要沿著淺灘或在海浪中尋找小型甲殼類和其他無脊椎動物。海濱抖尾地雀的繁殖期約在每年的8－9月，其會將鳥巢建築在石縫或土岸上的洞中，並由雜草組成，每次產下2－4顆白色的卵。

## 保護狀態
海濱抖尾地雀的分布範圍較廣也較為常見，且其物種數量龐大，亦無發現任何潛在危脅，國際自然保護聯盟將該物種的保護狀況評估為「無危」。